# Bandera de Grecia

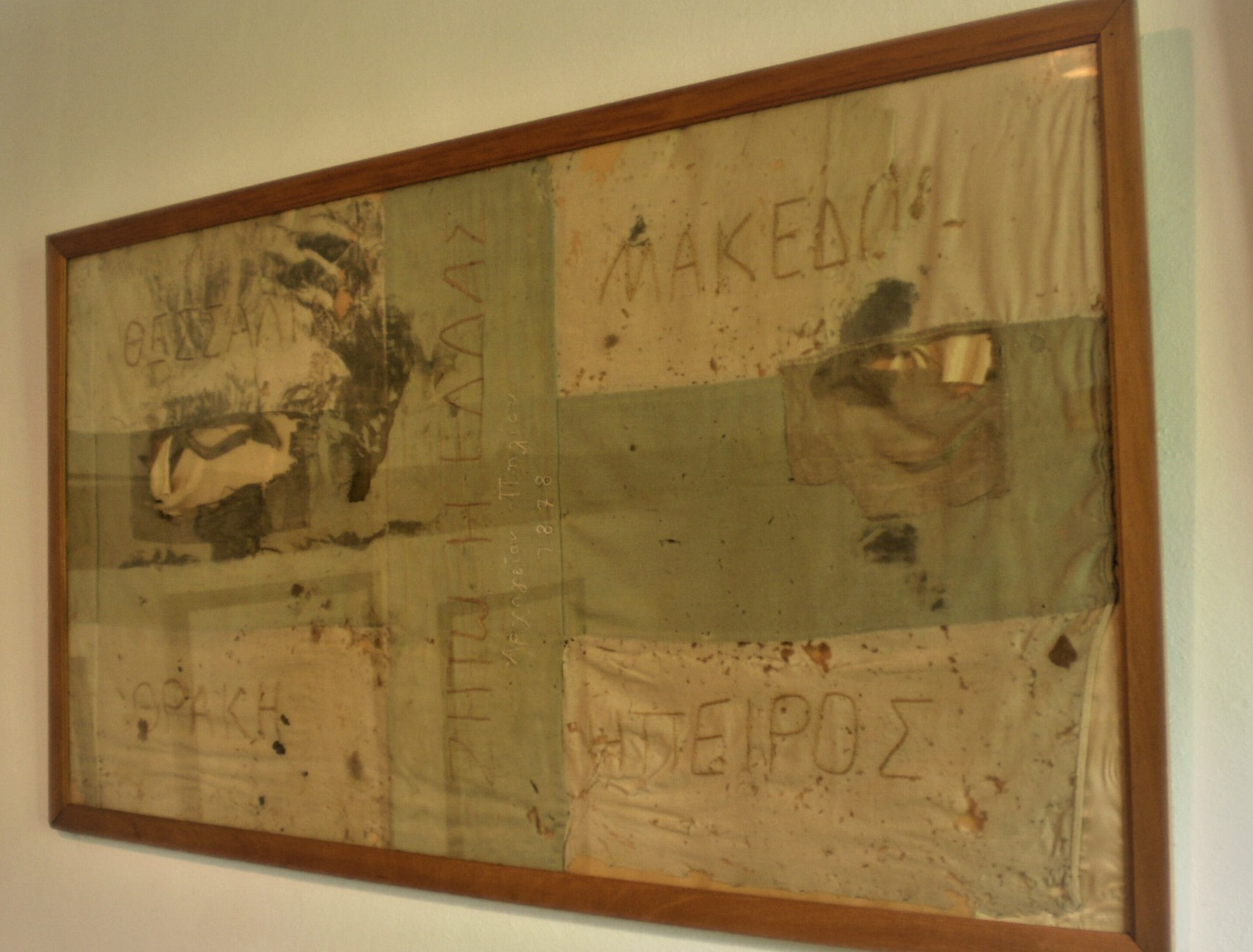
Antigua bandera de Grecia, cuyo diseño es surgido en 1769, pero se hizo famosa por su uso en la Guerra de independencia de Grecia de 1821, siendo la oficial entre 1828 y 1970 (Museo de Arte Popular e Historia -Makrinitsa, Tesalia-).

La bandera de Grecia (en griego: Σημαία της Ελλάδας) está formada por nueve franjas horizontales de idéntica dimensión, alternando los colores azul y blanco, siendo azul la franja situada en la parte superior de la bandera. En el ángulo superior izquierdo (el más próximo al asta), se sitúa un cuadro azul con una cruz blanca que simboliza a la Iglesia Ortodoxa Griega. La proporción de la bandera es 2:3.
En 1969, el Régimen de los Coroneles declaró esta bandera como la oficial, la que previamente sólo era utilizada por la marina mercante, pues para el resto de los usos se empleaba una bandera de color azul con una cruz blanca desde 1828. En 1975, posterior a la caída de la Junta Militar Griega (1967-1974) fue sustituida por la antigua bandera, siendo restituida en 1978.
Las nueve franjas representan el número de sílabas de la frase Ελευθερία ή Θάνατος (Elevthería i Thánatos, ‘libertad o muerte’), que es el lema nacional.

## Otras banderas

Pabellón de proa.
Estandarte presidencial.

## Banderas históricas

Bandera bajo el Imperio bizantino tardío.
Bandera de los cipayos, usada en los territorios griegos (1431-1619).
Bandera surgida en 1769, pero famosa por su uso en la Guerra de independencia de 1821.
Bandera civil (1822-1970; 1975-1978)
Bandera estatal de 1863-1924 y de 1935-1973.
Bandera de Grecia bajo la Dictadura de los Coroneles (1970-1975)

## Diseños similares

### Barras y cruz

Bandera de Liberia (1827-1847)
Bandera de la República de Maryland (1854-1857)
Bandera de la Compañía británica de las Indias Orientales (1600-1707)
Bandera de Uruguay
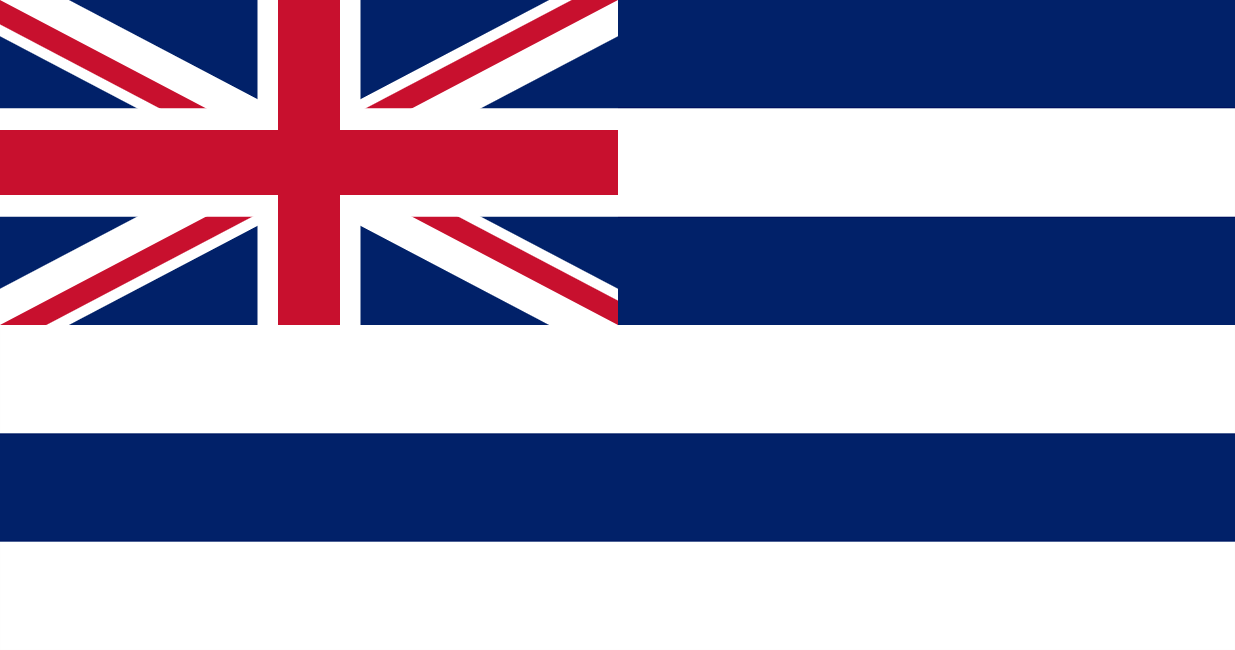
Bandera de la Nación Misquita (1824-1860)

### Cruz de San Jorge

Bandera de Inglaterra
Bandera de Marsella
Bandera de Finlandia

- Datos: Q129132
- Multimedia: National flag of Greece / Q129132